# Јевген Конопљанка
Јевген Олегович Конопљанка (укр. Євген Олегович Коноплянка; 29. септембар 1989, Кропивницки) је украјински фудбалер који тренутно игра за Шахтјор Доњецк.

## Клупска каријера
Конопљанка је сениорску каријеру почео у Дњипру, дебитовао је у утакмици против Закарпатије Ужгород 26. августа 2007. године. И поред интересовања бројних клубова, управа није хтела да прода Конопљанку. Са Дњипром је сезоне 2014/15. стигао до финала Лиге Европе, као и до трећег места у украјинској Премијер лиги. Након завршетка сезоне прешао је у Севиљу. У Севиљи је углавном био замена, па је позајмљен Шалкеу 2016, који га је откупио на крају сезоне. Након 3 године проведене у Шалкеу, вратио се у Украјину и потписао за Шахтјор Доњецк. Са Шахтјором је постао првак Украјине сезоне 2019/20.

## Репрезентативна каријера
Конопљанка је за репрезентацију Украјине дебитовао 25. маја 2010, у мечу против Литваније, где је асистирао у победи од 4:0. Четири дана касније је постигао први погодак за Украјину у победи над Румунијом од 3:2. Са Украјином је учествовао на два Европска првенства: 2012. и 2016.

## Трофеји
Севиља
- Лига Европе: 2015/16

Шахтјор
- Премијер лига Украјине: 2019/20

Индивидуални
- Фудбалер године у Украјини: 2010, 2012, 2013
- Најбољи играч Премијер лиге Украјине: 2011/12, 2013/14
- Члан најбоље екипе Лиге Европе у сезони 2014/15